# Abu-Mahmud Khojandi
Abu Mahmud Hamid ibn Khidr Khojandi (cunoscut și ca Abu Mahmud Khojandi, Alkhujandi, al-Hodjandi sau al-Khujandi, în persană: ابومحمود خجندی, c. 940 - 1000) a fost un matematician persan din Hadjand (sau Khodjend), astăzi Leninabad (Tadjikistan), ce a aparținut epocii de aur a islamului.
Este cunoscut pentru încercarea de a rezolva ecuația {\displaystyle x^{3}+y^{3}=z^{3}\!} în numere întregi.
A determinat unghiul dintre planul eclipticii și cel al ecuatorului ceresc ca fiind 23°32'19", valoarea actuală fiind 23,4˚.
A formulat și ceea ce astăzi se numește teorema sinusurilor și care fusese formulată anterior și de Abu Nasr Mansur, Abul Wafa și Nasir al-Din al-Tusi.